# Symmorphus mizuhonis
Symmorphus mizuhonis är en stekelart som beskrevs av Kazuhiko Tsuneki 1977. Symmorphus mizuhonis ingår i släktet vedgetingar, och familjen Eumenidae. Inga underarter finns listade i Catalogue of Life.